# Кена-упанишада
«Ке́на-упаниша́да» (санскр. केन उपनिषद्, IAST: Kena Upaniṣad) или «Кенопаниша́д» (санскр. केनोपनिषद्, IAST: Kenopaniṣad) — ведийский текст на санскрите, одна из одиннадцати Упанишад канона мукхья, к которому принадлежат наиболее древние Упанишады, прокомментированные Шанкарой. «Кена-упанишада» ассоциируется с «Сама-ведой» и в каноне муктика из 108 основных Упанишад стоит на втором месте. Название этой Упанишады происходит от слова кена, означающего «кем». Так как «Кена-упанишада» относится к «Талавакара-брахмане» «Сама-веды», её также называют «Талавакара-упанишадой». «Кена-упанишада» разделена на четыре канды (раздела), первые два из которых написаны стихами, а вторые два — прозой. Шанкара написал по одному комментарию к каждой из Упанишад, но к «Кена-упанишаде» написал целых два. Один из них называется «Кенопанишад-падабхашья», а другой — «Кенопанишад-вакьябхашья».